# 行政手続法
行政手続法（ぎょうせいてつづきほう、平成5年11月12日法律第88号）は、行政運営における公正の確保と透明性の向上を図ることを目的とし、行政上の手続に関する一般法たる（1条）日本の法律である。
所管官庁は、総務省行政管理局調査法制課である。1993年（平成5年）11月12日公布、1994年（平成6年）10月1日施行（第6章は2006年〈平成18年〉10月1日施行）。

## 歴史

### 制定までの経緯
行政権の統制について、手続が適正であれば結果も適正であるとして、その手続を重視するという思想は特に英米法において古くからみられるものである。アメリカ合衆国の1946年の連邦行政手続法は、その思想の表れであるといえる。それに対して、いわゆる大陸法では、行政権に対応する司法権の審査にあたって手続よりも実体法との適合性を問題とする統制手法を伝統的に重視してきた。そのような歴史のなかで、1976年に当時の西ドイツにおいて行政手続法が制定され、これによって手続法重視の流れは世界的なものになった。
日本では、土地収用法や都市再開発法といった個別の法律に、行政処分に先立って一定の手続をふむべき旨の規定が置かれることはあったが、行政の行為一般に適用される統一的な手続法規は存在しなかった。
- 1964年（昭和39年）の第一次臨時行政調査会の報告で統一的な行政手続法制定の必要性が指摘され、行政手続法草案まで示された。しかし、その後行政手続法制定の動きは浮いては沈みの状態で、その後に統一的な行政手続法制定の動きが具体化してきたのは昭和50年代後半になってからである。
- 1981年（昭和56年）に設置された第二次臨時行政調査会においても行政手続法制の整備の必要性が指摘された。
- 1985年（昭和60年）に第2次行政手続法研究会が開催される。
- 1989年（平成元年）に「行政手続法研究会（第2次）中間報告」として取りまとめられた。
- 1990年（平成2年）に発足した第3次行革審に対し内閣総理大臣より「我が国の行政手続の内外透明性の向上、公正の確保等を図るための法制の統一的な整備」に関する諮問がなされ、その結果1991年（平成3年）に「公正・透明な行政手続法制の整備に関する答申」が提出された。
- 1993年（平成5年）11月、全会一致で可決成立した。
- 1994年（平成6年）施行。

行政手続法の制定は、行政手続法制の整備を求める日本国外からの要求（外圧）の影響もある。事後の救済制度である行政不服審査法は1962年に制定され、広義における事前の救済制度の一つとして行政手続法が制定されたのは、それから約30年後である。

### 制定後の歴史
2008年には「行政指導の方式」（35条2項）や「行政指導の中止等の求め」（36条の2）、「処分等の求め」（36条の3）を追加する改正案が国会に提出され、2014年に成立し、2015年4月1日より施行された。

## 行政手続法の憲法上の根拠
行政手続法の制定は憲法上の要請であるという見解においては、憲法上の根拠について、次の3つの考え方がある。
- 日本国憲法第31条（法定手続の保障）に根拠を求める考え方。
- 日本国憲法第13条（個人の尊重、生命・自由・幸福追求の権利の尊重）に根拠を求める考え方。
- 特定の条文によらず、日本国憲法における法治国家の原理・理念に根拠を求める考え方。

判例は一般に成田新法事件（最高裁判所大法廷平成4年7月1日・民集第46巻5号437頁）において「憲法31条の定める法的手続きの保障は、直接には刑事手続に関するものであるが、行政手続については、それが刑事手続ではないとの理由のみで、そのすべてが当然に同条による保障の枠外にあるとの判断は相当ではない」が、「行政手続は、刑事手続とその性質においておのずから差異があり、また、行政目的に応じて多種多様であるから、行政手続の相手方に事前の告知、弁解、防御の機会を…常に必ず…与えることを必要とするものではない」と判示しており、憲法13条に根拠を求める考え方に立つと解されているが、異論もある。

## 問題点
法19条に聴聞主宰者の規定があるが、この主宰者について1項は、「行政庁が指名する職員その他政令で定める者が主宰する」とし、2項で除斥規定が設けられているが、「当該行政庁の職員」は列挙されておらず、聴聞の公正維持に疑問があるとされている。
ただし、通説は、審理のあり方、聴聞の信頼性確保の観点等から、当該事件に関与した職員は、排除されるべきと解する。

## 概要

### 第1章 総則（目的・定義など）
申請に対する処分や不利益処分の手続き、命令等制定時における意見公募の手続きを明確に定めることによって、不当な処分がなされることを事前に回避するという意味において、事前の救済制度としての機能を持つところにその特徴がある。また、日本独特の行政の運営手法の一つといわれる行政指導について、その適正な運営のための規定が置かれていることも特徴的である。
- 第1条（目的等）

1. 処分、行政指導および届出に関する手続並びに命令等を定める手続きに関し、共通する事項を定めることによって、行政運営における公正の確保と透明性（行政上の意思決定について、その内容及び過程が国民にとって明らかであること）の向上を図ること。上記目的の達成により国民の権利利益の保護に資すること。
2. 行政手続法に規定する事項について他の法律に特別の定めがある場合はその定めによる。事前の手続きを定める一般法。

- 第2条（定義）
「法令」
法律、法律に基づく命令（告示含む）、条例、地方公共団体の執行機関の規則（規定含む）をいう。
「処分」
行政庁の処分、その他公権力の行使に当たる行為。
「申請」
行政庁の許認可を求める行為で、行政庁が諾否の応答をすべきもの。
「不利益処分」
行政庁が、法令に基づき、特定の者を名あて人として、直接に、これに義務を課し、又はその権利を制限する処分をいう。
「行政機関」
内閣に置かれる機関、内閣所轄の下に置かれる機関など。地方公共団体の機関（議会除く）。
「行政指導」
行政機関がその任務または所掌事務の範囲内において一定の行政目的を実現するため特定の者に一定の作為又は不作為を求める指導、勧告、助言その他の行為であって処分に該当しないもの。
「届出」
行政庁に対し一定の事項の通知を申請に該当するものを除きする行為であって、法令により直接に当該通知が義務付けられているもの、自己の期待する一定の法律上の効果を発生させるためには当該通知をすべきこととされているものをいう。
「命令等」
法律に基づく命令または規則
審査基準
処分基準
行政指導指針

- 第3条（適用除外）
この法律の適用対象外として各種行政処分を列挙。ただし、この法律全ての条項が対象外とされるわけではない。たとえば、公正の確保と透明性の向上を謳う第1条を含む第1章は以下の処分にも適用され、担当行政庁に対し第1条の趣旨を尊重することを求めている。
- 第2章から第4章まで（1項）
  - 処分、行政指導のうち、当該分野に慎重な手続きがあるもの（1-4号）、刑事手続きの一環として処理されるもの（5，6号）、事後の手続きが望ましいもの（7-10号）、一律の適用になじまないもの（11-16号）
    1. 国会の両院もしくは一院または議会の議決によってされる処分
    2. 裁判所もしくは裁判官の裁判により、または裁判の執行としてされる処分
    3. 国会の両院もしくは一院もしくは議会の議決を経て、またはこれらの同意もしくは承認を得た上でされるべきものとされている処分
    4. 検査官会議で決すべきものとされている処分および会計検査の際にされる行政指導
    5. 刑事事件に関する法令に基づいて検察官、検察事務官又は司法警察職員がする処分および行政指導
    6. 国税又は地方税の犯則事件に関する法令に基づいて国税庁長官等がする処分および行政指導並びに証券取引又は金融先物取引の犯則事件に関する法令に基づいて証券取引等監視委員会、その職員等がする処分および行政指導
    7. 学校、講習所、訓練所または研修所において、教育、講習、訓練または研修の目的を達成するために、学生、生徒、児童もしくは幼児もしくはこれらの保護者、講習生、訓練生または研修生に対してされる処分および行政指導
    8. 刑務所、少年刑務所、拘置所、留置場、海上保安庁の留置場、少年院、少年鑑別所または婦人補導院において、収容の目的を達成するためにされる処分及び行政指導
    9. 公務員または公務員であった者に対してその職務または身分に関してされる処分および行政指導
    10. 外国人の出入国、難民の認定または帰化に関する処分及び行政指導
    11. 専ら人の学識技能に関する試験または検定の結果についての処分
    12. 相反する利害を有する者の間の利害の調整を目的として法令の規定に基づいてされる裁定その他の処分（その双方を名あて人とするものに限る。）および行政指導
    13. 公衆衛生、環境保全、防疫、保安その他の公益にかかわる事象が発生しまたは発生する可能性のある現場において警察官等の職員によってされる処分および行政指導
    14. 報告又は物件の提出を命ずる処分その他その職務の遂行上必要な情報の収集を直接の目的としてされる処分及び行政指導
    15. 審査請求、再調査の請求その他の不服申立てに対する行政庁の裁決、決定その他の処分
    16. 前号に規定する処分の手続又は第3章に規定する聴聞若しくは弁明の機会の付与の手続その他の意見陳述のための手続において法令に基づいてされる処分及び行政指導

- 第6章（2項）
  - 命令等を定める行為
    1. 法律の施行期日について定める政令
    2. 恩赦に関する命令
    3. 命令又は規則を定める行為が処分に該当する場合における当該命令又は規則
    4. 法律の規定に基づき施設、区間、地域その他これらに類するものを指定する命令または規則
    5. 公務員の給与、勤務時間その他の勤務条件について定める命令等
    6. 審査基準、処分基準または行政指導指針であって、法令の規定によりもしくは慣行として、または命令等を定める機関の判断により公にされるもの以外のもの

- 第2章から第6章まで（3項）
  - 地方自治の尊重。地方公共団体は第46条の規定にのっとり行政運営における公正の確保と透明性の向上を図るため必要な措置をとるよう努めなければならない。

地方公共団体の機関がする根拠となる規定が条例又は規則に置かれている処分。
地方公共団体の機関がする行政指導。
地方公共団体の機関に対する通知の根拠となる規定が条例又は規則に置かれている届出。
地方公共団体の機関が命令等を定める行為。
- 第4条（国の機関等に対する処分等の適用除外）
行政機関に対する固有の資格において当該処分の名あて人となる処分、行政指導、届出については、この法律の規定は、適用しない。
固有の資格とは、一般私人が立ち得ないような立場にある状態をいう。

### 第2章 申請に対する処分
- 第5条（審査基準）
行政庁は、申請により求められた許認可等をするかどうかをその法令の定めに従って判断するために必要とされる基準（審査基準）について、当該許認可等の性質に照らしてできる限り具体的にこれを定めるものとし、行政上特別の支障があるときを除き、この審査基準を公にしておかなければならない。
- 第6条（標準処理期間）
行政庁は、申請がその事務所に到達してから当該申請に対する処分をするまでに通常要すべき標準的な期間（標準処理期間）を定めるよう努めるとともに、これを定めたときは、公にしておかなければならない。
標準処理期間を徒過したからといって、当然に「不作為の違法」（行政事件訴訟法第3条）に該当するわけではない。標準処理期間の設定は、申請者に標準処理期間内に申請に対する処分を受ける権利を付与したものではないからである。
不適法な申請を補正する期間は、含まれない。
- 第7条（申請に対する審査、応答）
第七条　行政庁は、申請がその事務所に到達したときは遅滞なく当該申請の審査を開始しなければならず、かつ、申請書の記載事項に不備がないこと、申請書に必要な書類が添付されていること、申請をすることができる期間内にされたものであることその他の法令に定められた申請の形式上の要件に適合しない申請については、速やかに、申請をした者（以下「申請者」という。）に対し相当の期間を定めて当該申請の補正を求め、又は当該申請により求められた許認可等を拒否しなければならない。
- 第8条（理由の提示）
行政庁は、申請により求められた許認可等を拒否する処分をする場合は、申請者に対し、同時に、当該処分の理由を示さなければならない（第1項）。利害関係人に対しては、教示義務はない。
拒否処分を書面でするときは、その理由は、書面により示さなければならない（第2項）。
- 第9条（情報の提供）
申請に対する処分の時期の見通しを示すよう、また必要な情報の提供に努めなければならない。
- 第10条（公聴会の開催等）
申請者以外の者の利害を考慮すべきことが当該法令において許認可等の要件とされている処分を行う場合には、必要に応じ、公聴会の開催その他の適当な方法により申請者以外の者の意見を聴く機会を設けるよう努めなければならない。

### 第3章 不利益処分
行政庁が、法令に基づき、特定の者を名あて人として、直接に、これに義務を課し、またはその権利を制限する処分のこと。申請により求められた許認可等を拒否する処分は含まれない（第2条）。
- 第12条（処分の基準）
行政庁は、不利益処分をするかどうか又はどのような不利益処分とするかについてその法令の定めに従って判断するために必要とされる基準（処分基準）をできる限り具体的に定め、かつ、これを公にしておくよう努めなければならない。
努力義務になっているのは、処分基準の設定が画一的に定めるのが困難である場合や、定めることにより脱法的な行為を助長することもあるからといわれる。
行政処分取消請求（最高裁判例 昭和46年10月28日）
具体的審査基準を設定して、聴聞等の方法により申請人に対しその主張と証拠提出の機会を与えずして免許申請を却下したときは、却下処分は違法となる。
- 第13条（不利益処分をしようとする場合の手続）
行政庁は、不利益処分をしようとする場合には、不利益処分の名あて人となるべき者について、許認可等を取り消すなどの不利益処分をしようとするとき等には聴聞、その他の不利益処分をしようとするときは弁明の機会の付与を、意見陳述のための手続として執らなければならない。
ただし、公益上、緊急に不利益処分をする必要があるため、意見陳述のための手続を執ることができないとき等は、執らないことができる。
ここでいう「許認可等を取り消す不利益処分」には、講学上の取消しだけでなく、撤回もまた含まれるとするのが通説である。
- 第14条（不利益処分の理由の提示）
名あて人に対し、当該不利益処分の理由を示さなければならない。ただし、当該理由を示さないで処分をすべき差し迫った必要がある場合は、処分後相当の期間内に、理由を示さなければならない（1項、2項）。
災害対策基本法に基づく土木建築関係者への従事命令。
不利益処分を書面でするときは、理由は書面により示さなければならない（3項）。

#### 第2節 聴聞
- 聴聞の機会の付与
  - 許認可の取消
  - 名宛人の資格、地位の剥奪
  - 名宛人が法人である場合、法人の役員の解任、除名。
  - 行政庁が相当と認めるとき。
- 第15条（聴聞の通知の方式）
聴聞を行うにあたっては、行政庁は、相手方に対して十分な準備をする機会を与えるため、書面による通知（1-4）、教示（5-6）を行わなければならない。
  1. 予定される不利益処分の内容および根拠となる法令の条項。
  2. 不利益処分の原因となる事実。
  3. 聴聞の期日および場所。
  4. 聴聞に関する事務を所掌する組織の名称および所在地。
  5. 聴聞の期日に出頭して意見を述べ、および証拠書類または証拠物を提出し、または聴聞の期日への出頭に代えて陳述書および証拠書類等を提出することができること。
  6. 聴聞が終結する時までの間、当該不利益処分の原因となる事実を証する資料の閲覧を求めることができること。
- 第16条（代理人）
当事者（第15条の通知を受けた者）は代理人を選任することができる。代理人は、各自、当事者のために、聴聞に関する一切の行為をすることができる。
代理人の資格は、書面で証明しなければならない。代理人がその資格を失ったときは、当該代理人を選任した当事者は、書面でその旨を行政庁に届け出なければならない。
代理人は複数人選定できると解される。なお聴聞代理を業として行えるのは、弁護士と行政書士に限られる。
- 第17条（参加人）
主宰者は、必要があると認めるときは、当事者以外の者であって当該不利益処分の根拠となる法令に照らし当該不利益処分につき利害関係を有するものと認められる「関係人」に対し、当該聴聞に関する手続に参加することを求め、または当該聴聞に関する手続に参加することを許可することができる（1項）。
- 第18条（文書等の閲覧）
当事者等は、聴聞の通知があった時から聴聞が終結する時までの間、行政庁に対し、当該事案についてした調査の結果に係る調書その他の当該不利益処分の原因となる事実を証する資料の閲覧を求めることができる。
行政庁は、第三者の利益を害するおそれがあるときその他正当な理由があるときでなければ、その閲覧を拒むことができないが、閲覧について日時及び場所を指定することができる。
当事者等：当事者および当該不利益処分がされた場合に自己の利益を害されることとなる参加人
- 第19条（聴聞の主宰）
聴聞は、行政庁が指名する職員その他政令で定める者が主宰する。
- 第20条（聴聞の期日における審理の方式）
主宰者は、最初の聴聞の期日の冒頭において、行政庁の職員に、予定される不利益処分の内容及び根拠となる法令の条項ならびにその原因となる事実を聴聞の期日に出頭した者に対し説明させなければならない。
  - 口頭による主張・立証
当事者又は参加人は、聴聞の期日に出頭して、意見を述べ、および証拠書類等を提出し、並びに主宰者の許可を得て行政庁の職員に対し質問を発することができる（第2項）。
当事者または参加人は、主宰者の許可を得て、補佐人とともに出頭することができる（第3項）。
  - 聴聞の原則非公開
聴聞の期日における審理は、行政庁が公開することを相当と認めるときを除き、公開しない（第6項）。
- 第21条（陳述書等の提出）
当事者又は参加人は、聴聞の期日への出頭に代えて、主宰者に対し、聴聞の期日までに陳述書及び証拠書類等を提出することができる。
- 第23条（当事者の不出頭等の場合における聴聞の終結）
主宰者は、当事者・参加人の全部若しくは一部が正当な理由なく聴聞の期日に出頭せず、かつ、陳述書もしくは証拠書類等を提出しない場合、これらの者に対し改めて意見を述べ、および証拠書類等を提出する機会を与えることなく、聴聞を終結することができる。
- 第24条（聴聞調書及び報告書）
主宰者は、各期日ごとに聴聞の審理の経過を記載した調書を作成し、当該調書において、不利益処分の原因となる事実に対する当事者及び参加人の陳述の要旨を明らかにしておかなければならない（1項）。
主宰者は、聴聞の終結後速やかに、不利益処分の原因となる事実に対する当事者等の主張に理由があるかどうかについての意見を記載した報告書を作成し、第一項の調書とともに行政庁に提出しなければならない（3項）。
当事者又は参加人は、調書および報告書の閲覧を求めることができる（4項）。
- 第25条（聴聞の再開）
行政庁は、聴聞の終結後に生じた事情にかんがみ必要があると認めるときは、主宰者に対し、報告書を返戻して聴聞の再開を命ずることができる
- 第26条（聴聞を経てされる不利益処分の決定）
行政庁は、不利益処分の決定をするときは、調書の内容および報告書に記載された主宰者の意見を十分に参酌してこれをしなければならない。
- 第27条（不服申立ての制限）
聴聞を経て行われた不利益処分については当事者および参加人は、行政不服審査法 による審査請求を原則として行うことができない。聴聞手続において慎重な審理がなされていることから、結論が変わる可能性が低いと考えられたためである。
- 第28条（役員等の解任等を命ずる不利益処分をしようとする場合の聴聞等の特例）

#### 第3節 弁明の機会の付与
- 聴聞が必要のない不利益処分に該当するとき。
許認可にかかる業務停止命令、工事計画の廃止を命ずる処分、建築物の除却処分
- 第29条（弁明の機会の付与の方式）
弁明は、聴聞より簡略化されており、書面審理主義により、行政庁が口頭ですることを認めたときを除き、弁明を記載した書面（弁明書）を提出してするものとされ、このときは、証拠書類等を提出することができる。
- 第30条（弁明の機会の付与の通知の方式）
不利益処分の名あて人となるべき者に対し、次に掲げる事項を書面により通知しなければならない。
  1. 予定される不利益処分の内容及び根拠となる法令の条項
  2. 不利益処分の原因となる事実
  3. 弁明書の提出先および提出期限（口頭による弁明の機会の付与を行う場合には、その旨並びに出頭すべき日時及び場所）
- 第31条（聴聞に関する手続の準用）
第15条（聴聞の通知の方式）3項（掲示による通知）
第16条（代理人）
準用されていない条文として、第17条（参加人）、第18条（文書等の閲覧）、第19条（主催者）、第27条（不服申立ての制限）等。

### 第4章 行政指導
- 第32条（行政指導の一般原則）
行政指導は、その行政指導をする行政機関の任務又は所掌事務の範囲を逸脱してはならないし（第32条第1項前段）、行政指導の内容は相手方の任意の協力によってのみ実現される（同項後段）。行政指導に携わる者は、その相手方が行政指導に従わなかったことを理由として、不利益な取扱いをしてはならない（同条第2項）。
当然の事理を明らかにしたものだが、背景には、制定以前には行政機関が「行政指導」の名の下に事業者に業務に過剰に干渉し、業界の「横並び体質」を温存する一因となっていたとの理解がある。
- 第33条（申請に関連する行政指導）
申請の取下げ又は内容の変更を求める行政指導にあっては、行政指導に携わる者は、申請者が当該行政指導に従う意思がない旨を表明したときは、行政指導を継続すること等により当該申請者の権利の行使を妨げてはならない。
国民の権利利益の保護という観点から、立法にあたって特に定めを置いたものである。
- 第35条（行政指導の方式）
行政指導に携わる者は、その相手方に対して、当該行政指導の趣旨及び内容ならびに責任者を明確に示さなければならない（1項）。
どのような行為を求められているのか明確でないと、相手方としては従うべきか否かを合理的に決することができないからである。
- 第36条（複数の者を対象とする行政指導）
同一の行政目的を実現するため一定の条件に該当する複数の者に対し行政指導をしようとするときは、行政機関は、あらかじめ、事案に応じ、行政指導指針を定め、かつ、行政上特別の支障がない限り、これを公表しなければならない。
その趣旨は公平性、明確性の確保であり、行政指導を効率的に実施するためのものではない。

### 第5章 届出
届出は、法令に定められた形式的要件に適合する届出が法令により提出先とされている機関の事務所に到達したときに手続上の義務が履行されたものと取り扱われる（第37条）。
これも、「届出」の意味から明らかであるが、行政手続法がこのような規定を置いたことの背景には、同法制定以前には行政機関が自らの意向に従わない事業者の届出を「不受理」や「保留」と称して届出があったものと取り扱わないこと（届出受理の不作為）がしばしばみられ、「行政指導」の名の下に法令上その権限が与えられていないはずの規制を行政庁が事実上行ってきたとの理解がある。

### 第6章 意見公募手続等
この制度は、一般的にはパブリックコメントを行政機関に義務付けるものである。
- 第38条（命令等を定める場合の一般原則）
- 第39条（意見公募手続）
- 第40条（意見公募手続の特例）
- 第41条（意見公募手続の周知等）
- 第42条（提出意見の考慮）
- 第43条（結果の公示等）
- 第44条（準用）
- 第45条（公示の方法）

### 第7章 補則（地方公共団体の措置）
地方公共団体は、第46条で「この法律の規定の趣旨にのっとり、行政運営における公正の確保と透明性の向上を図るため必要な措置を講ずるよう努めなければならない」とされており、地方自治法における自治事務等この法律の適用除外となっている行為（その根拠となる規定が条例又は規則に置かれているもの）について（第3条第3項）、この規定にならって、行政手続条例を制定しているところが多数を占める。

## 行政手続法の行政法上の位置
行政法上の類型に関する分類における行政手続法の位置について、次のような見解がある。
1. 行政手続法は純粋な行政作用法に含まれるとはいえず、行政救済法にも行政手続法は含まれない。
2. 行政手続法は、それ自体が一つの基本類型である。
3. 行政救済法とは、広い意味において行政運営によって国民に生じた何らかの不利益や権利利益の救済を図るものである。その救済には、事前・事後を総合的に捉える視覚が重要である。そして行政手続法は、なされる行政行為を基準とすれば事前的な段階における行政手続について、公正・透明性を保障することで国民の権利利益の保護を図ることを目的としている。従って、行政手続法は事前の救済を目的とした「広義における行政救済法」の一つであるということができる。

## 重要な原則
- 審査開始義務の原則
- 理由提示の原則
- 明確化原則